# الرباط باعشن (دوعن)

تعديل مصدري - تعديل

رباط باعشن  هي إحدى قرى عزلة صيف بمديرية دوعن التابعة لمحافظة حضرموت، بلغ تعداد سكانها 1464 نسمة حسب تعداد اليمن لعام 2004.
تقع في الوسط بين حصن باصم في الضفة الشرقية وقرن باحكيم في الضفة الغربية، وهو موقع استراتيجي في وادي دوعن في الشق الأيمن منه، حيث يربط ثلاثة أودية: وادي النبي، ووادي حموضة، ووادي ملوه. وبها مدرسة ابتدائية تأسست قبل عام 1946. وتشتهر بمزارع الذرة، ولديها سوق من أكبر أسواق الوادي وحركته بالفترة الصباحية.

## سبب التسمية
تفسر كلمة «الرباط» على أنها تلك الأربطة التي احتضنت المدارس العلمية والتي كانت تؤدي رسالة العلوم الشرعية والعربية. وكانت رباط باعشن من أشهر الأربطة العلمية في وادي دوعن منذ القرن السابع الهجري، وكانت مقصد لطلاب العلم. وارتبط اسمها باسم أسرة آل باعشن كونهم هم أوائل من سكنوا القرية وجعلوها رباط علمي.

## أعلامها
- أحمد بن عبد القادر باعشن عالم دين يعد من أكابر علماء وادي دوعن بحضرموت.
- سعيد بن محمد باعشن من أعيان علماء حضرموت.
- عثمان باعثمان باعشن رجل أعمال تولى رئاسة المجلس البلدي بمدينة جدة في السعودية.
- محمد بن عوض بن لادن صاحب مؤسسة مجموعة بن لادن.
- محمد عبيد بن زقر صاحب بيت بن زقر للتجارة، وتعتبر من الشركات الأولى في السعودية.
- أحمد صالح باعشن صاحب وكيل لأكبر شركات الشاي لأكثر من 40 عام.
- عبد الله محمد بارحيم باعشن الذي هاجر إلى سنغافورة وعمل أسطول بحري من السفن للنقل بين الجزر الإندونيسية والماليزية.